# Antenne-aansluiting
Een antenne-aansluiting is een connector aan een radio- of televisie-ontvanger waarop de coaxkabel van de antenne aangesloten moet worden.
Videorecorders hebben er vaak twee, een ingang (voor de echte antenne) en een uitgang (voor de verbinding met de televisie). Deze maken samen deel uit van de modulator, die het antennesignaal doorlust en het afgespeelde programma hieraan toevoegt (op het videokanaal). In de CAI ('de kabel') verbindingsdoos zijn ook twee antenne-aansluitingen te vinden: voor radio en voor TV. Het aantal aansluitingen kan worden uitgebreid met een tv-splitter. Op satellietontvangers en op de LNB van de schotelantenne zijn eveneens antenne-aansluitingen te vinden zodat deze op elkaar kunnen worden aangesloten.
Een antenne-aansluiting komt verder voor bij sommige telefoons om een externe antenne op aan te kunnen sluiten voor een groter bereik. Veel portofoons hebben eveneens die mogelijkheid. Sommige specialistische meetapparatuur hebben ook een dergelijke aansluiting om radio of televisiezenders mee te simuleren.
Zendapparatuur heeft uiteraard ook een antenne-aansluiting. Zonder antenne raken de meeste zenders overbelast omdat de opgewekte energie onvoldoende uitgestraald kan worden.
Op oude ('buizen')radio's en (-)televisies waren nog symmetrische aansluitingen te vinden voor lintkabel van 300 ohm. Een tijdlang gebruikte men filters om van coax naar twee lintaansluitingen voor UHF en VHF te gaan.